# 12-kroon-4
12-kroon-4 is een kroonether, een cyclische organische verbinding waarvan de ring bestaat uit 12 atomen met vier etherverbindingen. Het is het cyclisch tetrameer van ethyleenoxide. Het wordt samen met dioxaan gevormd in de polymerisatie in benzeen van ethyleenoxide met als katalysator tri-ethylaluminium, tri-isobutylaluminium of gelijkaardige metaalverbindingen.

## Complexvorming
12-kroon-4 is een ligand die complexen kan vormen met kationen; in het bijzonder  vormt het een stabiel sandwichcomplex, bis(12-kroon-4)-lithium, met het kation van lithium (Li+):
In zuiver nitromethaan ontstaat naast dit 2:1 (ligand/metaal) complex ook het 1:1 (mono-)complex.

## Toepassingen
12-kroon-4 en vergelijkbare kroonethers, zoals 18-kroon-6, kunnen onder meer gebruikt worden als additief in toner voor laserprinters die gebruikmaken van het foto-elektrisch effect en in lithium-ion-polymeer-accu's. Ze worden ook gebruikt als fase-transfer-katalysator in chemische reacties en als complexvormers bij bepaalde organische reacties, zoals de SN2-reactie.